# Guillem de Cabanelles
Guillem de Cabanelles (?-24 de novembre de 1234) fou bisbe de Girona (1227-1234). Fill d'una germana d'Arnau de Creixell que fou també bisbe d'aquesta diòcesi. Abans de ser bisbe era prevere o paborde del mes de juny i canonge de la Catedral de Girona. Succeí a Alemany d'Aiguaviva. Assistí al Concili de Lleida de la província Tarraconense celebrat el 1229 pel cardenal Joan bisbe sabinense i llegat apostòlic, en el que es tractà la conquesta de la ciutat i illa de Mallorca. En aquest concili també hi assistí el pare Ramon de Penyafort. Serví al rei en Jaume el Conqueridor en aquella jornada, amb trenta cavallers i tres-cents soldats a peu, pagats i armats i ell mateix, ajudant el cabiscol amb les despeses. D'ençà de la conquesta de Mallorca el dia de Tots Sants el cabiscol de Girona repartia almoina a la ciutat de Palma.